# フライブルクの戦い
フライブルクの戦い（フライブルクのたたかい、ドイツ語：Schlacht bei Freiburg im Breisgau）は、三十年戦争においてドイツのフライブルク・イム・ブライスガウ周辺で行われた一連の戦闘。フランス軍とバイエルン選帝侯軍を主力とした神聖ローマ帝国軍が激突した。1644年の8月3日、8月5日、8月9日に起こったことから、3日の戦い（英語：Three Day Battle）とも呼ばれる。三十年戦争において最も多く死傷者を出した戦闘でもあった。
戦いの結果カトリック諸侯軍の主力であったバイエルン選帝侯軍は壊滅的な打撃を受け、フランスと講和する事となった。

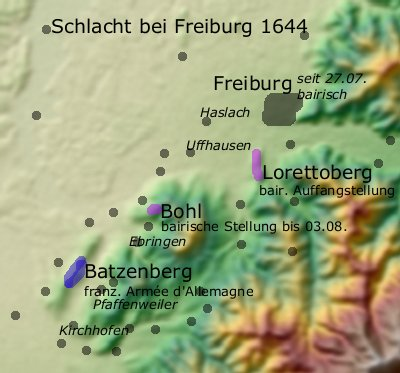
フライブルク（Freiburg）